# مارتین میمون
مارتین میمون (انگلیسی: Martin Mimoun؛ زادهٔ ۱۱ ژوئن ۱۹۹۲) بازیکن فوتبال اهل فرانسه است.